# 二川一男
二川一男（ふたがわ かずお、1956年12月2日 - ）は日本の厚生・厚生労働官僚。

## 来歴
富山県滑川市出身。東京都立両国高等学校を経て、1980年、東京大学法学部第1類（私法コース）卒業後、厚生省へ入省。2001年、内閣府政策統括官（経済社会システム担当）付参事官（社会システム担当）。2003年、厚生労働省大臣官房参事官（総務担当）。2004年、厚生労働省医政局経済課長。2006年、厚生労働省医政局総務課長。2008年、厚生労働省大臣官房審議官（年金担当、年金管理組織再編準備担当）。2010年、厚生労働省大臣官房総括審議官。2012年、厚生労働省大臣官房長。2014年、厚生労働省医政局長。2015年厚生労働事務次官。2017年株式会社日本ヘルスケア総合研究所執行役員、東レ株式会社顧問。2018年内閣官房社会保障改革室政策参与。2020年東レ株式会社取締役、全国厚生農業協同組合連合会経営管理委員、京丹後市医療・健康戦略アドバイザー。一般財団法人日本AED財団顧問、公益財団法人鈴木謙三記念医科学応用研究財団理事なども歴任した。